# شیلوستئی (زاوخان)
شیلوستئی (به لاتین: Shilüüstei) یک منطقهٔ مسکونی در مغولستان است که در استان زوخان واقع شده‌است.